# Gerd Häusler (Jurist)
Gerd Häusler (* 5. Mai 1951 in Banteln, Landkreis Hildesheim) ist Jurist und Bankmanager.

## Leben
Häusler absolvierte seine Ausbildung zum Bankkaufmann bei der Deutschen Bank in Darmstadt. Anschließend studierte er Jura in Frankfurt und Genf; sein Referendariat absolvierte er bei der Deutschen Bundesbank. 1978 begann er seine Karriere bei der Deutschen Bundesbank. 1994 wurde er zum Mitglied des Direktoriums und des Zentralbankrates des Deutschen Bundesbank berufen. 1996 wechselte Häusler zur Dresdner Bank, wo er als Mitglied des Vorstandes das Investment Banking (Dresdner Kleinwort Benson) leitete.
Im August 2001 begann Häusler beim Internationalen Währungsfonds (IWF) in Washington und leitete dort die Kapitalmarktabteilung. Im Jahr 2006 wechselte er zur US-amerikanischen Investmentbank Lazard, wo er Vice Chairman des internationalen Geschäfts und Mitglied des deutschen Beirats war.
Von Oktober 2008 bis März 2010 war Häusler Direktoriumsmitglied der belgischen Beteiligungsgesellschaft RHJ International. Im Jahr 2009 führte er zusammen mit Leonhard Fischer die Verhandlungen für RHJ International im Zusammenhang mit dem anstehenden Verkauf des Automobilherstellers Opel durch General Motors.
Von August 2009 bis März 2010 war er stellvertretender Vorsitzender des Aufsichtsrats der BayernLB, der vom bayerischen Finanzministers Georg Fahrenschon (CSU) geleitet wurde. Ab April 2010 war er für vier Jahre Vorsitzender des Vorstandes und zwischen Oktober 2014 und April 2018 Vorsitzender des Aufsichtsrats.
Berichte der „Passauer Neuen Presse“ und des „Handelsblatts“, Häusler werde sich in nächster Zeit von der Spitze der Landesbank zurückziehen und seinen eigentlich bis 2015 laufenden Vertrag nicht mehr erfüllen, wurden am 22. September 2013 (dem Wahlsonntag) in Branchenkreisen bestätigt. Am 31. März 2014 schied Häusler aus dem Amt des Vorstandsvorsitzenden aus. Anschließend war er von 2014 bis 2018 Vorsitzender des Aufsichtsrats.       

## Mitgliedschaften
Gerd Häusler war von 2013 bis 2014 Vorsitzender des Aufsichtsrats der DKB Deutsche Kreditbank AG. Seit Mai 2014 ist Häusler Mitglied im Aufsichtsrat der Münchener Rück und seit 2018 im Aufsichtsrat der Auto1 Group.

## Ehrungen
- 2018: Bayerischen Verdienstorden.[6]

## Belege
1. ↑  Gerd Häusler als Vorsitzender des Aufsichtsrats der BayernLB verabschiedet und Wolf Schumacher als neuer Aufsichtsratsvorsitzender gewählt, bayernlb.de, 12. April 2018.
2. ↑  faz.net: Der BayernLB-Chef hört vorzeitig auf, abgerufen am 22. September 2013
3. ↑  Handelsblatt: BayernLB-Chef Häusler hört vorzeitig auf, abgerufen am 22. September 2013
4. ↑  Kerstin Leitel: Gerd Häusler. Der Deutliche, in: Handelsblatt, Nr. 119 vom 25. Juni 2014, S. 19.
5. ↑  Gerd A. Häusler - Biography. In: marketscreener.com. Abgerufen am 12. September 2023 (englisch).
6. ↑  Ministerpräsident Dr. Markus Söder verleiht Bayerischen Verdienstorden auf bayern.de

| Personendaten    | Personendaten                     |
| ---------------- | --------------------------------- |
| NAME             | Häusler, Gerd                     |
| KURZBESCHREIBUNG | deutscher Bankkaufmann und Jurist |
| GEBURTSDATUM     | 5. Mai 1951                       |
| GEBURTSORT       | Banteln, Landkreis Hildesheim     |